# Gedang (Sungai Penuh)
Gedang is een bestuurslaag in het regentschap Sungai Penuh van de provincie Jambi, Indonesië. Gedang telt 4157 inwoners (volkstelling 2010).